# Людина-павук: По той бік Всесвіту
«Людина-павук: По той бік Всесвіту» (англ. Spider-Man: Beyond the Spider-Verse) — майбутній американський комп'ютерно-анімаційний супергеройський фільм про персонажа коміксів Marvel Майлза Моралеса, створюваний студіями Columbia Pictures, Sony Pictures Animation і Marvel Entertainment, що розповсюджується Sony Pictures Releasing. Мультфільм стане продовженням картин «Людина-павук: Навколо всесвіту» (2018) та «Людина-павук: Крізь Всесвіт» (2023), її дія відбуватиметься у мультивсесвіті, відомому як «Павучі світи». Режисерами фільму виступають Хоакін Дос Сантос, Кемп Паверс та Джастін К. Томпсон, а головного антагоніста озвучує Джейсон Шварцман.
Sony почала розробляти сиквел «Крізь всесвіт» ще до його прем'єри у 2018 році й згодом вирішила розділити його на два фільми, про що було оголошено у грудні 2021 року. Назва третього фільму стала відомою у квітні 2022 року.
Дату виходу мультфільму перенесено на невизначений термін.

## Виробництво

### Розробка
До листопада 2018 року, приблизно за місяць до виходу мультфільму «Людина-павук: Навколо всесвіту», студія Sony Pictures Animation почала роботу над його продовженням. Продюсери фільму Філ Лорд та Крістофер Міллер повернулися до своїх посад. У процесі написання сюжету для сиквела вони зрозуміли, що він занадто масштабний для одного фільму, і вирішили розділити продовження на дві частини, про що стало відомо в грудні 2021 року. Робота над обома фільмами велася паралельно один з одним, Лорд і Міллер розробляли їх спільно з режисерами. Спочатку прем'єра другої частини була запланована на 2023 рік, однак у квітні 2022 року була перенесена на 29 березня 2024 року, коли Sony зрушила дату виходу першої частини з жовтня 2022 року на червень 2023 року.

## Прем'єра

### Кінопрокат
«Людина-павук: По той бік Всесвіту» вийде у прокат США 29 березня 2024 року, у тому числі й у преміальних форматах, таких як IMAX.
Через страйк SAG-AFTRA, виробництво було зупинено, а дату виходу перенесено на невизначений термін.

### Реліз на носіях
У квітні 2021 Sony уклала угоду з Netflix і Disney про права на показ їх фільмів з 2022 по 2026 після випуску фільмів в кінотеатрах і на домашніх носіях. Netflix підписав контракт на ексклюзивні права на потокове мовлення «pay 1 window», що зазвичай складає 18 місяців і включає сиквели «Людини-павука: Через всесвіт»; ця угода заснована на угоді про вихід, яку Netflix уклав зі студією Sony Pictures Animation в 2014. Disney підписав контракт на права «pay 2 window» для фільмів, які будуть випускатися на стрімінгових сервісах Disney+ і Hulu, а також транслюватися лінійними телевізійними мережами Disney.